# Бирманская кошка
Священная бирма (SBI, Бирма́нская ко́шка) — порода полудлинношёрстных кошек колор-пойнтового окраса, которая по одной из легенд ведёт своё происхождение из Бирмы. Её не следует путать с бурманской кошкой, которая является отдельной породой короткошёрстных кошек. Бирманская кошка узнаваема благодаря необычному окрасу, который по названию породы получил название бирманского окраса. Для кошек с этим окрасом характерно наличие белых «перчаток» при пойнтовом окрасе длинной шерсти. Порода также известна под названием «Священная бирманская кошка» (хотя в англоязычном произношении названия страны — «Священная бурма»). Порода признана всеми фелинологическими организациями мира. 

## Легенда о происхождении бирманского окраса
В Бирме существует несколько легенд, рассказывающих о появлении необычного окраса у местных кошек. В наиболее распространённой из этих легенд рассказывается о том, что первоначально один из буддийских храмов охраняли белые длинношёрстные кошки с жёлтыми глазами. В храме находилась золотая статуя богини с сапфирно-синими глазами. У старейшего монаха храма, которого звали Мун Ха, был красивый кот по имени Синх. Однажды на храм напали разбойники, которые намеревались украсть золотую статую богини. Защищая богиню, Мун Ха был смертельно ранен и скончался от ран у ног богини. Казалось что защитники храма побеждены. Но вдруг странный крик остановил всех вокруг. Синх стоял на голове своего господина, и с ним произошла волшебная перемена. Шерсть его стала золотой, глаза приобрели небесно-голубой цвет глаз богини, а кончики лап, погружённые в белые волосы монаха, стали белыми как его святые седины. Повинуясь взгляду сапфировых глаз Синха, монахи нашли в себе силы и прогнали грабителей. Верный кот семь дней оставался без движения на голове господина, после чего умер, вознеся душу Мун Ха в рай. Через время все коты в храме также получили такой же окрас.

## Происхождение породы
Бирманская кошка произошла от скрещивания сиамских и персидских кошек и обладает шерстью «персов» и концевой окраской «сиамов». Согласно распространённой традиции, бирманская порода впервые появилась в Европе примерно в 1919 году, когда один из Вандербильтов, знаменитой семьи американских миллиардеров, во время своего круиза по восточным странам приобрёл пару котят, за которых отдал огромное состояние. Самец не перенёс путешествие, а самка произвела на свет потомство в Ницце, во Франции. Согласно другим данным Бирманская порода является результатом селекционного проекта французских заводчиков. В 1925 году порода «Священная Бирма» была зарегистрирована во Французском регистре кошек. Впервые Священная Бирма была представлена на выставке кошек в 1926 году. В 1966 году порода была признана в Великобритании, а в 1967 году в США.

## Внешний вид
Овальной формы глаза ярко-голубого, а скорее - синего, цвета. Полудлинная шерсть одного из пойнтовых окрасов с белыми лапами. Наличие белых «перчаток» и «носочков» объясняется проявлением действия рецессивного гена gl. Подушечки лап обычно розовые, но иногда с пятнами в цвет поинтов.

## Характер
Это очень спокойные, послушные и нежные кошки, с хорошими манерами. Они очень умны и общительны. Хозяину они дарят свою ласку и любовь. Гостей они приветствуют с большим любопытством и совершенно без страха. В отличие от некоторых других более активных пород, кошки данной породы часто любят посидеть на коленях и на руках. Несмотря на умеренную активность бирманские кошки очень живые и игривые. Бирма может быть тихой и спокойной, когда вы заняты, но активной и игривой, когда вы имеете возможность с ней поиграть. У Священной бирмы удивительно сбалансированный темперамент, это некая «золотая середина» между темпераментными сиамами и флегматичными персами. Несмотря на любознательность и любовь к играм в любом возрасте, они достаточно молчаливы за исключением периодов половой охоты. Если же бирманец будет в настроении «поговорить», вы услышите его мелодичный, как бы воркующий голос. 
Священные бирмы очень социальные животные: они сильно привязываются к хозяевам и, как правило, отлично ладят с детьми, особенно, если бирманский котёнок вырос вместе с другим малышом «с пелёнок». Будьте готовы к тому, что Священная бирма захочет быть в курсе всего происходящего, активно принимая участие в домашних делах, и будет периодически требовать заслуженного внимания к своей особе. Однако эта требовательность ненавязчива, как правило. С другими животными бирма уживается неплохо, исключая шумных и суетливых представителей некоторых пород собак - таких, как терьеры, пудели и т.п.
К другим животным бирманская кошка относится хорошо. С малышами и знакомыми семьи ласкова, идет на контакт. Если в доме вдруг произойдет ссора, то любимец постарается всячески разрядить обстановку.

### Окрас кошек
К концу прошлого века уже были известны более 20 разновидностей окраса: с темно-коричневыми отметинами (seal point), шоколадными (chocolate point), голубыми (blue point), лиловыми (lilac point) и рыжими (red и cream point) отметинами, а также их тэбби и торти вариации. В 2016 году добавились  два новых - серебро (silver point) и дым (smoky point). Для всех окрасов характерны белые «носочки».

### «Перчатки» и «носочки»
- «Носочки» у взрослого кота окраса блю-пойнт
- «Носочки» у молодого кота окраса сил-пойнт
- «Перчатки» на передних лапах у молодого кота окраса сил-пойнт
- Симметричные «перчатки» Священной бирмы окраса блю-пойнт

Белые отметины допустимы только в виде «перчаток»/«носочков». Любого размера белое пятно в другой области у бирманской кошки считается недостатком. 
Идеальные «Перчатки» должны быть симметричными на всех четырёх ногах, но вполне допускается симметрия перчаток либо попарно: на передних и задних лапах. Белое должно заканчиваться в области соединения пальцев с пястной костью. Все пальчики должны быть белого цвета. «Перчатки» на задних ногах должны заканчиваться с задней стороны лапы в форме перевёрнутой латинской буквы «V», величина так называемой «шпорки» в иделале должна достигать 1/2 или 2/3 скакательного сустава.

## Уход
Несмотря на длинную шерсть, особый уход ей не требуется, достаточно расчёсывать её два раза в неделю, но в период линьки нужно часто расчёсывать, если этого не делать, на шерсти могут образоваться колтуны.
Священная бирма обладает уникальной шелковистой шерстью, которая выгодно отличает их от других полудлинношёрстных и длинношёрстных кошек. Благодаря минимальному количеству подшерстка шерсть бирманцев практически не спутывается и не образовывает колтунов. Достаточно пару раз в неделю пройтись по шерсти гребешком с частыми вращающимися зубцами, а затем массажной щёткой, чтобы помассировать кожу, стимулировать рост шерсти и удалить отмершие волоски, и Ваш питомец всегда будет выглядеть нарядным и ухоженным. После расчёсывания можно смочить руки тёплой водой и прогладить кошку ладонями вдоль шерсти, чтобы убрать остаток шерстинок.
Для поддержания хорошего контраста между пойнтами и фоном следует избегать длительного пребывания на холоде (идеальная температура содержания – 22-24°С), воздерживаться от кормов и лакомств с высоким содержанием меди и йода.